# Herbert Thalhammer
Herbert Thalhammer (* 12. Juli 1955 in Hallstatt; † 6. Februar 2022) war ein österreichischer Politiker (Die Grünen) und Hauptschullehrer. Er war von 1987 bis 1989 Abgeordneter zum Vorarlberger Landtag.

## Ausbildung und Beruf
Thalhammer besuchte nach der Volksschule Bad Goisern von 1964 bis 1970 das Gymnasium in Bad Ischl und absolvierte nach der Übersiedelung nach Vorarlberg von 1970 bis 1974 das Musisch-Pädagogische Gymnasium Feldkirch, an dem er 1974 auch die Matura ablegte. Er begann danach 1974 eine Ausbildung zum Hauptschullehrer an der Pädagogischen Akademie Feldkirch, die er bis 1977 besuchte. Dort erwarb Herbert Thalhammer die Lehrberechtigung für die Fächer Deutsch und Turnen, zwischen 1981 und 1982 zudem jene für Geschichte. In der Folge arbeitete er zwischen 1977 und 1982 als Hauptschullehrer in Schruns und wechselte danach 1982 als Lehrer an die Hauptschule Frastanz. Er unterbrach seine Tätigkeit als Hauptschullehrer zwischen 1987 und 1989 und war danach bis 1991 erneut als Hauptschullehrer in Frastanz tätig. Zwischen 1991 und 1992 absolvierte er eine Bildungsreise in Indien, danach war er von 1993 bis 2002 als Hausmann bzw. politisch aktiv. 
Thalhammer unterrichtete zwischen 2002 und 2005 Englisch an der Waldorfschule in Schaan (Liechtenstein) und absolvierte parallel eine Sprachlehrerausbildung für Englisch in Bern. Danach war er von 2006 bis 2009 als Lehrer an der Freien Montessorischule in Altach tätig, 2009 wechselte er an die Freie Schule in Lindau, Deutschland.

## Politik und Funktionen
Herbert Thalhammer gehörte 1982 zu den Mitbegründern der Alternativen Liste Vorarlberg und war zudem um 1983 Mitbegründer von Feldkirch blüht. Des Weiteren wirkte er von 1983 bis 1990 als Mitglied des Koordinationsausschusses der ALV und wurde im Jahr 2000 Obmann der Lüt für Feldkirch – Naturgesetzpartei. Er engagierte sich von 1985 bis 1992 als Ersatzmitglied der Stadtvertretung Feldkirch und war Mitglied des Tiefbauausschusses. Zudem wirkte er ab 1977 als Mitglied der Gewerkschaft der Lehrer, war von 1985 bis 1989 Redakteur des Vorarlberger Alternativen Rundbriefes und 1997 Mitinitiator der Bewegung Bewahrt das Reichenfeld.
Er rückte nach dem Mandatsverzicht von Sigfrid Peter am 7. Oktober 1987 in den Vorarlberger Landtag nach und gehörte diesem bis zum 23. Oktober 1989 an. Im Landtag war er Mitglied im Kulturausschuss, Mitglied im Sozialpolitischen Ausschuss und Mitglied im Volksanwaltsausschuss sowie Ersatzmitglied im Rechtsausschuss.

## Privates
Herbert Thalhammer wurde als Sohn des Hoteldirektors Rudolf Thalhammer und dessen Gattin geboren. Sein Vater stammte aus Hallstatt, seine Mutter Therese Thalhammer, geborene Tschol, war in St. Anton am Arlberg geboren worden. Gemeinsam übersiedelte die Familie 1970 nach Vorarlberg. Thalhammer heiratete 1993 die in Melbourne geborene Musikerin Penelope Gunter, noch im selben Jahr wurde Thalhammers Sohn geboren.